# يلينا شوشونوفا
يلينا لفوفنا شوشونوفا (الروسية: Елена Львовна Шушунова) واختصارًا إيلينا شوشونوفا؛ (23 أبريل 1969 - 16 أغسطس 2018) لاعبة جمباز روسية سوفيتية. كانت واحدة من خمس سيدات (لاريسا لاتينينا، وفرا لاسلافسكا، ولودميلا توريشيفا وليليا، بودكوباييفا) فزن بألقاب شاملة في جميع المسابقات الكبرى الألعاب الأولمبية وبطولات العالم والبطولات الأوروبية والبطولات القارية، وواحدة من عشر سيدات فازن بالميداليات في أحداث الجمباز الفني الكبرى. اشتهرت شوشونوفا بريادتها للمهارات المعقدة.
اعتزلت شوشونوفا المنافسة بعد شهرين من دورة الألعاب الأولمبية لعام 1988، ثم عادت إلى مسقط رأسها سانت بطرسبرغ، حيث عملت في اللجنة الرياضية بالمدينة. ساعدت في تنظيم فعاليات الجمباز في دورة ألعاب النوايا الحسنة لعام 1994 وبطولة أوروبا لعام 1998، واللتين أُقيمتا في سانت بطرسبرغ، أُدخلت إلى قاعة مشاهير الجمباز الدولية عام 2004، وفي العام التالي أُدخلت إلى قاعة مشاهير الرياضة اليهودية الدولية.

## نشأتها
ولدت شوشونوفا ونشأت في مدينة سانت بطرسبرغ وبدأت في ممارسة الجمباز عندما كان عمرها حوالي ست أو سبع سنوات. بدأت المنافسة كلاعبة جمباز صغيرة في عام 1981. في عام 1982 فازت بميداليات ذهبية في 1982 أخبار موسكو (المعروفة الآن باسم نجوم موسكو في العالم) والبطولة الأوروبية للناشئين. في عام 1983 فازت بكأس اتحاد الجمهوريات الاشتراكية السوفيتية، والتي كانت تفوز بها كل عام حتى عام 1988 باستثناء عام 1984.

## روابط خارجية
- يلينا شوشونوفا على موقع الاتحاد الدولي للجمباز (licence) (الإنجليزية)
- يلينا شوشونوفا على موقع الاتحاد الدولي للجمباز (biography) (الإنجليزية)
- يلينا شوشونوفا على موقع اللجنة الأولمبية الدولية (الإنجليزية)
- يلينا شوشونوفا على موقع أوليمبيديا (الإنجليزية)
- List of competitive results at Gymn Forum
- Whatever Happened to Elena Shushunova?
- Schuschunova element on the floor (3rd one in the sequence) – animated جي آي إف